# タイ国鉄HAS型ディーゼル機関車

タイ国鉄HAS型ディーゼル機関車（タイこくてつHASがたディーゼルきかんしゃ）は、1986年に西ドイツのヘンシェルにて製造されたタイ国有鉄道の液体式ディーゼル機関車である。その車番から70形と呼ばれる場合もある。なお、メーカーにおける型式はDHG700Cである。

## 導入の経緯
1980年代前半のタイ国鉄では、60年代までに製造されたドイツ・クラウス＝マッファイ社製KM型やイギリス・ハンスレット社製HU型などの旧型入換機を使用していた。しかしこれらは牽引力が低く非効率であるため、これを近代的な大出力機へと置き換えるために製造されたのが本形式である。

## 車両
現役のタイ国鉄の機関車としては唯一凸型の車体をしている。本線運用は考慮していないため、最高速度は58km/hとかなり低いものとなっており、その分入換機として必要なトルクを確保している。また、タイ国鉄最後の液体式ディーゼル機関車でもある。
塗装は、黄色とオレンジ色のツートンの間に赤色の帯が割り込むものとなっている。前面はいわゆる「金太郎塗り」である。また、ランボード下部は黄色と黒色の警戒色で塗装されている。なお、75号機は黄色の車体に白色の帯が入る独自の塗装となっていたが、現在の塗装は不明。

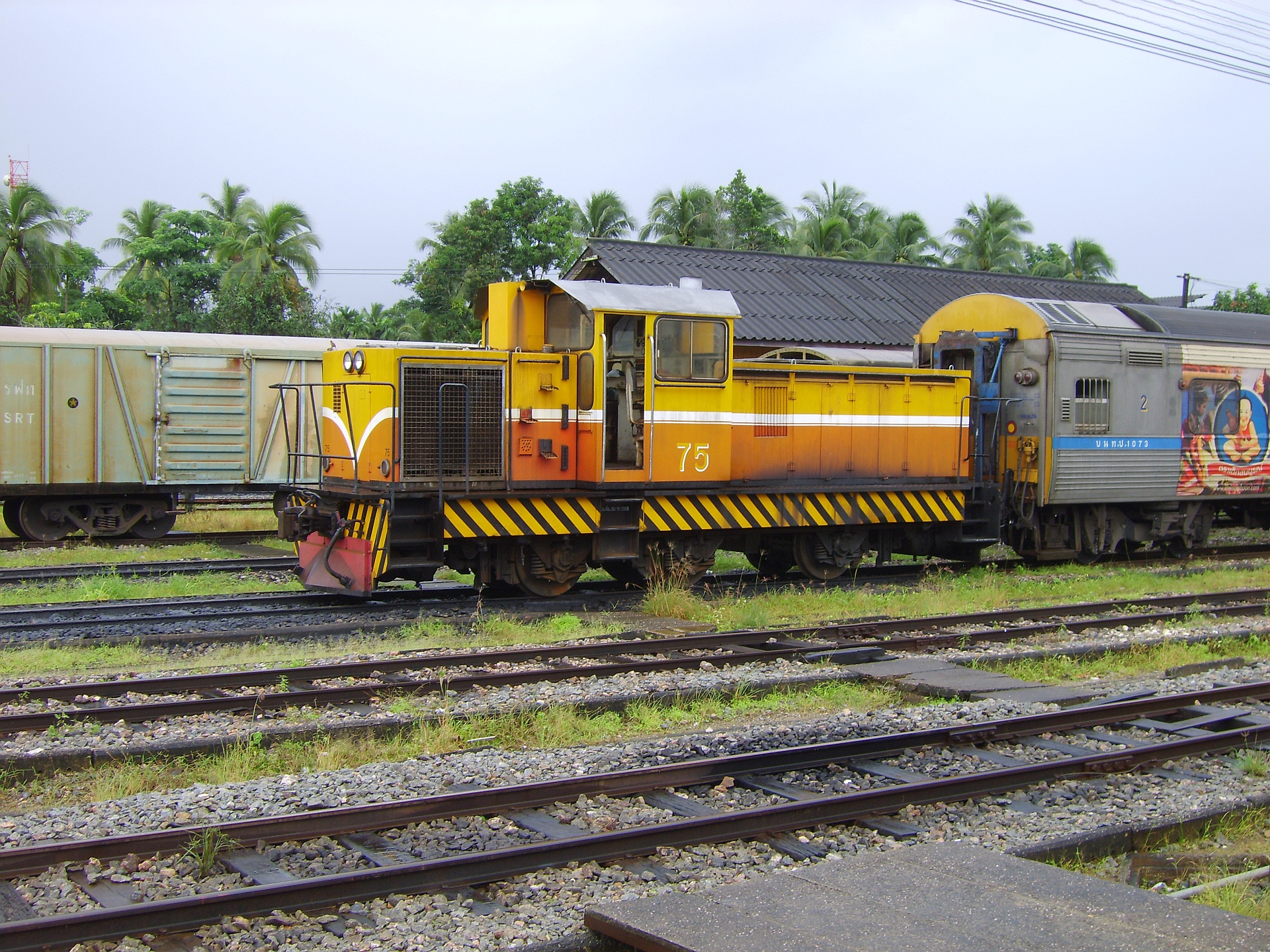
独自の塗装を纏っていた75号機

## 運用
導入当初から現在に至るまで、各地の主要駅や工場などにおいて入換機として活躍している。最も大きなものではクルンテープ駅にて入換作業を担っていたが、これは後にGE型にその役目を譲っている。また、その高出力を活かし、近距離軽量貨物列車のけん引を行うこともあった。

## 製造年・メーカー一覧
- 1985年（10両）
  - ヘンシェル
    - 70 - 79（製造番号 32840 - 32849）